# Sint-Christoffelkapel (Broekhuizen, 2020)
De Sint-Christoffelkapel is een kapel in Broekhuizen in de Nederlands Noord-Limburgse gemeente Horst aan de Maas. De kapel staat aan de noordrand van het dorp in een plantsoen tussen de Hoogstraat en de Veerweg. Op ongeveer 50 meter naar het noordwesten stond aan de overzijde de oude Sint-Christoffelkapel.
De kapel is gewijd aan de heilige Christoffel van Lycië.

## Geschiedenis
Van 1960 tot 2020 stond aan de noordzijde van de Veerweg een Sint-Christoffelkapel. Deze kapel moest daar worden afgebroken vanwege het gebiedsontwikkelingproject van Ooijen-Wanssum.
In 2020 werd de nieuwe kapel gebouwd op de plaats die door de dorpsraad en het kerkbestuur was uitgekozen.

## Bouwwerk
De open bakstenen kapel is op een rechthoekig plattegrond opgetrokken en wordt gedekt door een spits zadeldak van baksteen. De kapel heeft geen vensters en heeft aan de voorzijde een soort van fronton alwaar een smeedijzeren kruis (afkomstig uit de oude kapel) aangebracht is. In de frontgevel bevindt zich de rechthoekige toegang.
Van binnen is de kapel uitgevoerd in baksteen. Tegen de achterwand is een massief bakstenen altaar gemetseld met een dik grijs altaarblad. Op de voorzijde van het altaar is een plaquette aangebracht die de in de Tweede Wereldoorlog omgekomen mannen herdacht. Boven het altaar is ter bescherming een groot sierhek geplaatst dat afkomstig is van de oude kapel. Achter het sierhek is op een sokkel het Christoffelbeeld geplaatst dat eveneens uit de oude kapel afkomstig is. Het beeld is gerestaureerd en van kleur voorzien en toont de heilige met in zijn rechterhand een staf en op zijn linker schouder het kindje Jezus die een rijksappel vasthoudt.